# João da Costa
João da Costa, primeiro Conde de Soure, (Lisboa, 1610 — Lisboa, 22 de Janeiro de 1664) e serviu em Tânger, foi um dos Quarenta Conjurados que aclamaram D. João IV, rei de Portugal, em 1 de Dezembro de 1640, terminando assim 60 anos de domínio filipino sobre Portugal.
Apenas Miguel de Vasconcelos foi morto, saiu para o Terreiro do Paço com D. Luís de Almada e outros fidalgos a sublevar o povo, bradando "Liberdade!"
No dia seguinte, a 2 de Dezembro, meteu-se numa galé com D. João Rodrigues de Sá, e foi intimar os galeões espanhóis a renderem-se.
Foi de imediato mandado para o Alentejo, designadamente para Elvas, de onde conseguiu repelir diversos ataques dos espanhóis. Foi nomeado membro do Conselho de Guerra em 1642. Em 1643, comandou a Artilharia que, integrada no exército do Conde de Óbidos, logrou tomar Valverde e o Montijo. Sete anos depois, em 1650 e 1656, foi nomeado Governador das Armas do Alentejo, liderando tropas e infligiram derrotas às forças espanholas na região.
Problemas na corte, tanto com outros nobres como com a própria rainha – regente, D. Luísa de Gusmão, viúva de D. João IV, motivaram a sua substituição no Governo das Armas do Alentejo.
O seu prestígio ainda fez com que fosse nomeado embaixador extraordinário à corte de Luís XIV de França, em 1659. Aí veio a confrontar-se com o Primeiro-Ministro Mazarino que, pretendendo fazer as pazes com a Espanha, colocava o nosso país em perigo. O Conde encarregou o seu secretário, Duarte Ribeiro de Macedo, de escrever um manifesto em que se revelavam as obrigações da França para com Portugal, documento que muito aborreceu Mazarino.
Em 1660, regressou ao reino de Portugal, onde ainda terá sido presidente do Conselho Ultramarino, mas foi banido para Loulé, após ter ganho mais um inimigo, o Conde de Castelo Melhor.
Só voltou a Lisboa para o casamento de D. Afonso VI.
Foi enterrado na capela-mór do Colégio de Santo Antão dos Frades Eremitas, de que tinha o seu padroado.

## Comendas
Foi comendador de Castro Marim, de São Pedro das Várzeas na vila de Soure, e de Santa Maria da Beselga, todas da Ordem de Cristo.

## Titulo de Conde de Soure
Recebeu o título, de conde de Soure, por carta de D. João IV, datada de 15 de Outubro de 1652.

## Dados genealógicos
Filho de D. Gil Eanes da Costa, comendador e alcaide-mor de Castro Marim, e de D. Francisca de Vasconcelos.
Casou com D. Francisca de Noronha, aia e camareira-mór da infanta D. Isabel Josefa, filha de D. Pedro de Noronha, 11.° senhor de Vila Verde dos Francos, e de D. Juliana de Noronha, filha herdeira de Vasco Martins Moniz senhor de Angeja.
Filhos;
- D. Gil Eanes da Costa (1652-1680), que sucedeu-lhe no título (confirmado por carta de D. Afonso VI, a 20 de Março de 1664) e foi conselheiro Real e Vereador da Câmara de Lisboa, com descendência.
- D. Rodrigo da Costa (1657-1722), governador da Madeira, Brasil e vice-rei da Índia.[6]